# Notoplites impar
Notoplites impar är en mossdjursart som beskrevs av Harmer 1926. Notoplites impar ingår i släktet Notoplites och familjen Candidae. Inga underarter finns listade i Catalogue of Life.